# TYC 9486-927-1
TYC 9486-927-1는 2009년에 발견된 항성이다. M형 주계열성에 속하는 항성이다.

## 특징
TYC 9486-927-1은 M형 주계열성인 항성이다. TYC 9486-927-1(2MASS J21252752-8138278)은 지구에서 남쪽 방향으로 26.7 파섹 떨어진 곳에 있는 가능성이 있는 삼성계의 주계열성이다. 광년의 거리로 환산하면 지구로부터 111 광년 떨어진 곳에 위치하고 있으며 이항성은 지금까지 발견된 외계 행성 중에 가장 공전 거리가 멀었던 행성인 2MASS J2126-8140을 거느리고 있고 이는 지금까지 사람이 발견한 외계의 태양계에선 가장 큰 태양계가 된다. 이 별은 용자리 BY 변광성으로 13시간마다 회전하면서 밝기가 변한다. TYC 9486-927-1은 젊은 나이를 암시하는 빠른 회전과 코로나 및 채층 활동을 가지고 있다. 관측과 다중 에포치 방사 속도 데이터는 TYC 9486-927-1이 분광학적이거나 엄격한 시각 쌍성이 아닌 빠르게 회전하는 단일 별임을 시사한다. 그러나 TYC 9486-927-1은 여전히 마주 보는 궤도와 가까운 거리를 가진 동일한 질량 쌍성일 가능성이 있다. 2차 동반성 후보는 2MASS J21121598–8128452이다. 이 별은 분광형 M5.5의 적색왜성이다. 프라이머리로부터의 분리는 62,700 AU가 될 것으로 예상된다. 세 번째 동반자 후보는 스펙트럼 등급 M6 또는 M7의 2MASS J21192028–8145446이며  대략 주성으로부터 31,000 AU 떨어져 있을 것으로 예상된다.

## 같이 보기
- M형 주계열성
- 항성
- 천문학